# Dole pri Litiji
Dole pri Litiji so naselje v Občini Litija. V naselju stojita smučišče ter oglarska pot.